# Красная Горка (Мордовия)
Красная Горка — посёлок в Ельниковском районе Мордовии России. Входит в состав Новодевиченского сельского поселения.

## История
Основан в начале 1920-х годов переселенцами из села Старый Тештелим. По данным на 1931 год посёлок Красная Горка состоял из 21 двора.

## Население
| 2002 | 2010 |
| ---- | ---- |
| 219  | ↘21  |

Национальный состав
Согласно результатам Всероссийской переписи населения 2002 года, в национальной структуре населения русские составляли 79 %.